# Pristimantis toftae
Espèce
Synonymes
- Eleutherodactylus toftae Duellman, 1978

Statut de conservation UICN

 LC  : Préoccupation mineure
Pristimantis toftae est une espèce d'amphibiens de la famille des Craugastoridae.

## Répartition
Cette espèce se rencontre dans le sud du haut bassin de l'Amazone, :
- en Bolivie dans les départements de Cochabamba et de La Paz ;
- au Pérou dans les régions de Cuzco, de Puno et de Madre de Dios ;
- au Brésil dans l'État d'Acre.

## Étymologie
Cette espèce est nommée en l'honneur de Catherine Ann Toft.

## Publication originale
- Duellman, 1978 : Three new species of Eleutherodactylus from Amazonian Peru (Amphibia: Anura: Leptodactylidae). Herpetologica, vol. 34, no 3, p. 264-270.